# Fuerte de Punta Mala

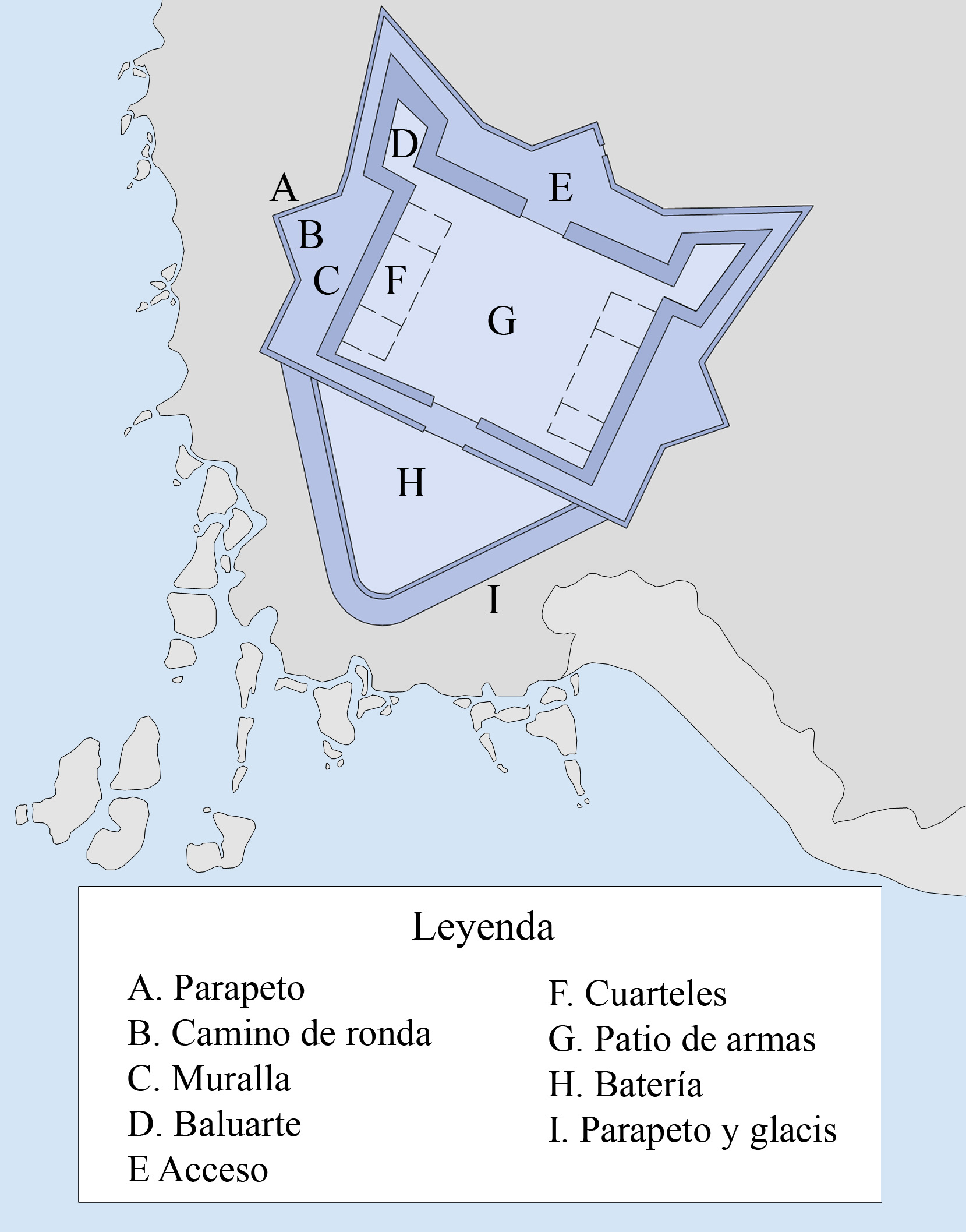
Mapa del Fuerte de Punta Mala.

El Fuerte de Punta Mala de San Roque fue una construcción militar cuyas obras debieron comenzar en 1735 como parte de la línea de defensas de la zona próxima a la ciudad de Gibraltar emprendida por el gobierno de España ante el temor de que la colonia británica se extendiera más allá del istmo.

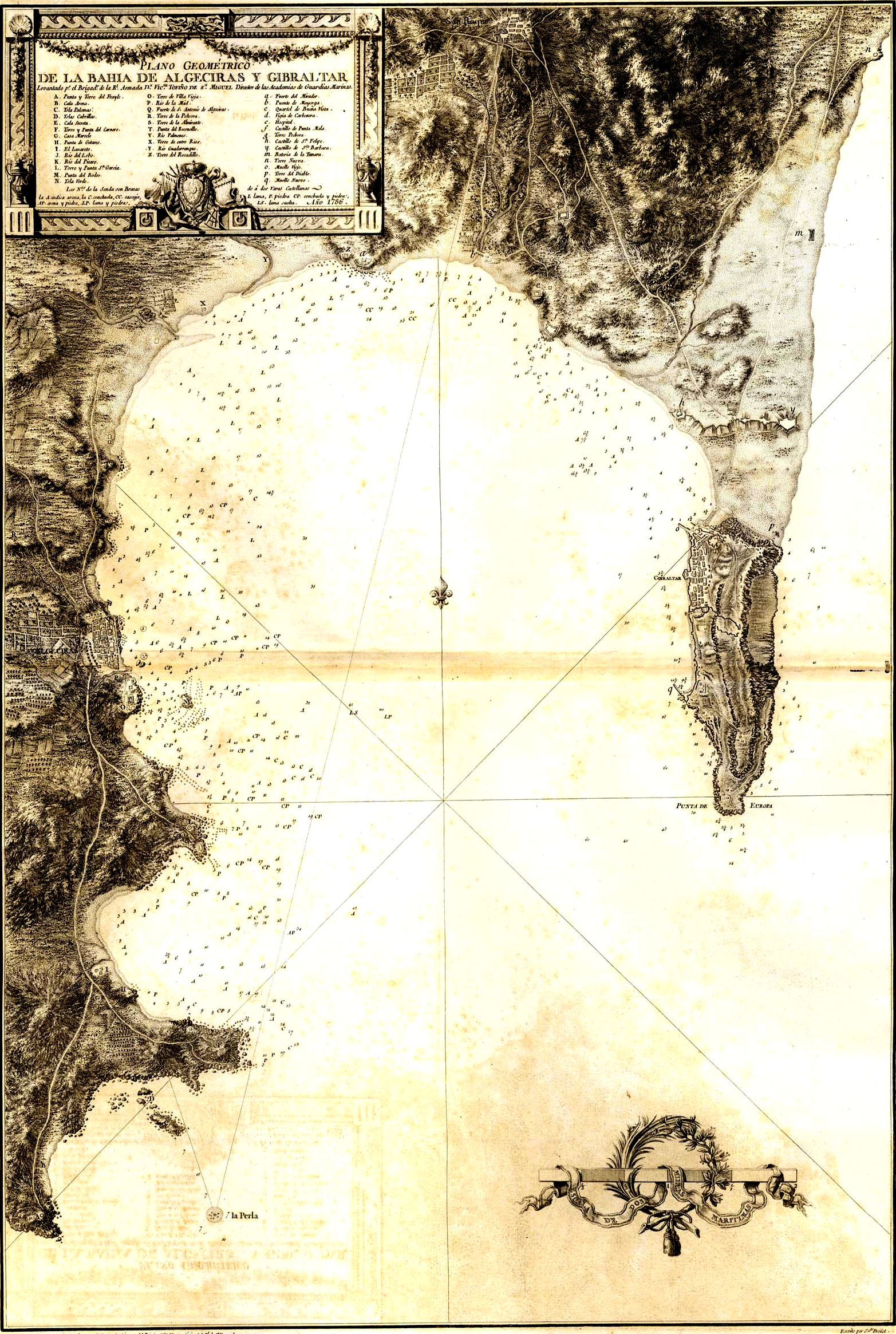
Plano de la bahía de Algeciras en 1786 donde se representan los fuertes costeros existentes en la época.

La fortificación se hallaba situada en Punta Mala, en la costa norte de la bahía de Algeciras, protegiendo la zona donde se situaba el campamento militar de la Línea de Contravalación de Gibraltar en una zona de costa de muy fácil desembarco y por lo tanto muy peligrosa para la integridad de las fuerzas presentes en la Línea de Gibraltar. El fuerte de Punta Mala establecía contacto visual con prácticamente todos los fuertes de Algeciras hasta el Fuerte de San García.
En 1735 poseía una batería circular con doce cañones de a 24 que en 1810 se había reducido a seis cañones de a 24. Era capaz de albergar una guarnición de veinte hombres y un oficial además de cierto número de artilleros capaces de utilizar las piezas; el alojamiento de la guarnición se realizaba en las propias instalaciones.
Este fuerte fue totalmente destruido en 1811 por el cuerpo de zapadores del Reino Unido para evitar que cayera en manos de las tropas de Napoleón como ocurrió con prácticamente todos los fuertes de la zona.